# Consumerization
Consumerization bzw. Konsumentisierung (engl. aus Consumer, dt. Verbraucher und ization, engl. als Wortendung für die Substantivierung eines Vorganges; wörtlich verbraucherischer machend, sinngemäß etwa auf den Verbraucher fokussierend) beschreibt die Umkehrung der traditionellen Vorgehensweise, wonach (bei besagtem traditionellem Vorgehen) Technologien zunächst für Unternehmen, Organisationen und Behörden entwickelt werden und dann gegebenenfalls für den privaten Gebrauch eine Anpassung erfolgt. Stattdessen werden Technologien heute häufig auf der Verbraucherseite zuerst als Verbraucherprodukte eingeführt und finden nach Anpassung ihren Weg hinein in Unternehmen, Organisationen und Behörden als organisationsspezifische Anwendungen.
Im Speziellen bezeichnet „Konsumentisierung der Informationstechnik des Arbeitsplatzes“ den Sachverhalt bzw. die Erscheinung, dass, anstatt organisationsspezifisches Computing an Mitarbeiterbedürfnisse anzupassen, soweit zweckmäßig, dazu übergegangen wird, elektronische Endgeräte (wie beispielsweise Smartphones, Tablet-PCs, Laptops usw.) von Arbeitnehmern, die bekanntermaßen Konsumentenprodukte sind, für deren Erwerbsarbeit im organisationsspezifischen Einsatz anzupassen.

## Grundlegendes
"Konsumentisierung" ist die Neuausrichtung von Produkt- und Dienstleistungsgestaltungen, die sich auf den Endverbraucher als einzelnen Verbraucher konzentrieren (und an ihn vermarkten), im Unterschied zu einer früheren Ära von ausschließlich organisationsorientierten Angeboten (Angebote ausschließlich für Business-to-Business- oder Business-to-Government-Verkäufe). Technologien, deren erste Kommerzialisierung auf organisationsübergreifender Ebene erfolgte, haben daher Potenzial für eine spätere "Konsumentisierung". Das Aufkommen des einzelnen Verbrauchers als primärer Treiber der Produkt- und Dienstleistungsgestaltungen wird am häufigsten mit der IT-Branche in Verbindung gebracht, da große Unternehmen und Regierungsorganisationen die ersten Jahrzehnte der Computernutzung und -entwicklung dominierten. Somit ist die Mikrocomputerrevolution, bei der sich die elektronische Datenverarbeitung von der ausschließlichen Nutzung durch Unternehmen und Regierungen hin zu Personal Computing verlagerte, ein Kardinalbeispiel für die "Konsumentisierung". Aber auch viele technologiebasierte Produkte wie Taschenrechner und Mobiltelefone haben ihren Ursprung in Organisations-spezifischen Märkten und wurden erst im Laufe der Zeit von der Massennutzung durch Verbraucher dominiert, da erst einhergehend mit einer Wandlung von Märkten diese Produkte zur Massenware wurden und die Preise fielen. Ein Beispiel für Organisations-spezifische Software, die zu Verbrauchersoftware wurde, ist Software zur optischen Erkennung von alphanumerischen Zeichen, die ihren Ursprung in Banken und Postsystemen hatte (um die Scheckabfertigung und Postsortierung zu automatisieren), jedoch schließlich zu einer individuellen Produktivitätssoftware wurde.
In einem anderen Sinne ist "Konsumentisierung" der Informationstechnik des Arbeitsplatzes als die Verbreitung von persönlicher IT am Arbeitsplatz (zusätzlich oder sogar anstelle von unternehmenseigener IT) zu sehen, die ihren Ursprung im Verbrauchermarkt besitzt, um für berufliche Zwecke genutzt zu werden. Vor dem Aufkommen von Smartphones (etwa dem Apple iPhone 1 im Jahre 2007) wurden mobile Endgeräte, obwohl sie mobil nutzbar sind, meistens stationär an einem Arbeitsplatz eingesetzt (beispielsweise Personal Digital Assistants). Durch das Aufkommen der mobilen Endgeräte neuerer Prägung ab 2007 (Smartphone, Tabletcomputer u. a. m.) änderte sich dieser Umstand dahingehend, dass das Nutzen eines mobilen Computers und der Zugriff auf Computernetzwerke von unterwegs zur Normalität geworden ist. Im Zuge dessen ist noch ein weiterer Effekt aufgetreten, welcher Unternehmen vor einige technische Herausforderungen stellt. Dadurch, dass der Trend durch Privatanwender vorangetrieben wird und beim Anwender die IT-Affinität steigt, wünschen diese sich ein Entgegenkommen der IT-Abteilung ihres Arbeitgebers hinsichtlich Verantwortung und Selbstbestimmung. Dieses Entgegenkommen wird vonseiten der IT-Abteilungen von Unternehmen als "Consumerization bzw. Konsumentisierung der Informationstechnik des Arbeitsplatzes" bezeichnet. Der Trend „Bring Your Own Device“ hat die IT-Richtlinien von Unternehmen erheblich verändert, da die Mitarbeiter nunmehr hardwareseitig oft ihre eigenen Laptops, Netbooks, Tablets und Smartphones und softwareseitig Social Media, Webkonferenzen, Cloud-Speicher und Software as a Service verwenden.

## Konsumentisierung der IT des Arbeitsplatzes durch Integration Arbeitnehmer-eigener IT-Geräte in den Arbeitsprozess
Die Konsumentisierung der Informationstechnik des Arbeitsplatzes durch Integration Arbeitnehmer-eigener IT-Geräte in den Arbeitsprozess stellt einerseits ein Stück Realität in der Arbeitswelt dar, dadurch, dass Menschen heute meist mit einer Vielzahl an digitalen Geräten ausgestattet sind, andererseits verlangt die partielle Entgrenzung der Arbeit unter Umständen dem Arbeitnehmer stärker als bislang die Fähigkeit ab, die Ressource „Zeit“ gut strukturieren zu können. Technisch wird die Integration Arbeitnehmer-eigener IT-Geräte in den Arbeitsprozess dadurch gelöst, dass man die Arbeitnehmer-eigenen Geräte in Container-Anwendungen laufen lässt und von Virtualisierung Gebrauch macht, um die Unternehmens-IT vor Angriffen abzuschotten. Möglicherweise werden die Zugriffsrechte des Arbeitnehmers auf sensible Objekte im Unternehmensnetzwerk mit Mandatory Access Control oder mit anderen Zugriffskontrollverfahren kontrolliert. Vor- und Nachteile der Konsumentisierung des Arbeitsplatzes sind:

### Vorteile
- Bestimmte Arbeiten lassen sich dezentralisieren und flexibler organisieren und durchführen;[2]
- Mehr Souveränität der Arbeitnehmer über ihre Zeit und Arbeitsbeziehungen.[2]

### Probleme
- Die sich auflösende Grenze zwischen Berufs- und Privatleben fordert zu einer Standortbestimmung und der Definition von Verfügbarkeitsgrenzen und -bereichen auf;[2]
- geringere Kontrollmöglichkeiten der Unternehmen;[2]
- Firmen können über die Netzwerkverbindungen auf die privat genutzten Geräte zugreifen;[2]
- der Zugang von außen über private Endgeräte birgt ein erhebliches zusätzliches Potential von elektronischen Gefährdungen für die Firmennetzwerke (Hacking) und die Dateninhalte (Wirtschaftsspionage, Datenschutz);[2]
- (Betriebs)wirtschaftliche Anwendungen laufen auf den kleineren Privatgeräten unter Umständen erheblich langsamer ab und sind umständlicher und zeitaufwändiger in der Bedienung;[2]
- zur Sicherheit, Harmonisierung und Pufferung braucht es eine weitere Arbeitsebene zwischen privater und betrieblicher Software, eine sogenannte „Middleware“.[2]